# Waiting For The Worms
«Waiting For The Worms» (de l'anglès, "Esperant Als Cucs") és la cuarta cançó del costat B del segon disc de l'onzè àlbum del grup anglès de rock progressiu Pink Floyd, The Wall, llançat l'any 1979. Va després de «Run Like Hell» i abans de «Stop». Té una duració de 4:04 minuts i va ser escrita per Roger Waters.

## Tema
Aquesta cançó continua la història de Pink, el protagonista de The Wall. En aquest moment, Pink ha perdut tota esperança, i deixa que els cucs controlin els seus pensaments.
En la seva al·lucinació és un dictador feixista que només reparteix odi prometent que els que el segueixin veuran Anglaterra regnar de nou (Britannia rule again) i enviar els immigrants al seu país (send our coloured cousins home again). També anuncia que està "waiting to turn on the showers and fire the ovens ("esperant per prendre les dutxes i encendre els forns"), una clara referència als assasinats a cambres de gas i forns de la Segona Guerra Mundial. El compte inicial és "Eins, zwei, drei, alle!" que en alemany vol dir: "un, dos, tres, tots!".

## Composició
La cançó és una marxa lenta en Sol major, començada per David Gilmour i Roger Waters alternant veus tranquil·les i estridents, respectivament. Waters pren el relleu amb una extensa vampera en La menor, musicalment similar a una anterior cançó de l'àlbum, «The Happiest Days Of Our Lives». Mitjançant un megàfon, crida contundents invectives. Després d'una extensa disputa, la veu més tranquil·la de Gilmour torna, amb la promesa que els seus seguidors "tornaran a veure Britannia governar" i "enviaran els nostres cosins de color a casa de nou", amb Waters que conclou: "Tot el que heu de fer és seguir els cucs!".
Llavors, la cançó es converteix en un tema instrumental de tonalitat menor; la qual també té lloc a altres cançons de l'àlbum, com a «Another Brick in the Wall», la secció instrumental de «Hey You» o a «The Trial». El riff es repeteix en mi menor, amb acords en mi menor i re major que es toquen en uns teclats. Des del megàfon, el cant de Waters cau en la incomprensibilitat, mentre la música i els cants de la multitud augmenten. Finalment, la cançó s'atura bruscament amb un crit de "Stop!" (de l'anglès, "Atura't!").

## Personal
- Roger Waters: EMS VCS 3, veu principal i corals, veus de megàfon

- David Gilmour: Veu principal, cors (intro), riures, guitarres, baix elèctric, sintetitzador Prophet-5

- Nick Mason: Bateria

- Richard Wright: Orgue

- Bob Ezrin: Piano: Cors

- Bruce Johnston: Cors secundaris

- Toni Tennille: Cors secundaris

- Joe Chemay: Cors secundaris

- Stan Farber: Cors secundaris

- Jim Haas: Cors secundaris

- John Joyce: Cors secundaris[6]